# Музика муїсків
Музика муїсків — виконання музичних творів для супроводу пісень або танців, що були прийняті у чибча-муїска. Становила частину ритуалів та обрядів різного значення. Натепер практично вийшла зі вжитку.

## Характеристика
Музика відповідала життєвому циклу муїска: виконувалася від народження до відспівування, супроводжувала виробничий процес і численні ритуали. Дослідники не завжди можуть провести межу між естетичними і практичними її функціями.
Основу складала ритуальна музика, що поступово перетворювалася на різні жанри. Музика виконувалася при обрядах звернення до богів, до заклинання стихій природи, звернені до сонця, місяця, дощу. Музика супроводжувала усі свята, що влаштовували муїски біля священних очер, гір та печер. При цьому відбувалося поєднання мінорних та мажорних звуків.
Своєрідними були мелодії-заклики, що мали попервах зв'язкову роль у горах та під час полювання, добування деревини. Надалі вони перетворилися на самостійний жанр музики, танців та пісень. Музика супроводжувала ритуал закладання будинку, а потім виконувалася після закінчення цих робіт.
У музичних творах зберігалася гармонія, інструменти грали в унісон, оскільки музика не існувала окрема, а супроводжувала танці та пісні віршів, де потрібно було чітко зберігати такт.

## Танці
Усі обряди та музичні дійства не відбувалися окремо. Вони представляли собою своєрідну виставу, основу якої складали примітивні танці. Так, танцями супроводжувалися громадські моління, звернені до сил природи; завершення збирання врожаю; здійснення обряду Ельдорадо; успішне полювання, військова кампанія та ін. Відповідно до інформації хроніста Лукаса Фернандеса Пьєдраіти найулюбленішим танцем муїска було коло (символ бога-Сонця), коли чоловіки і жінки ставали разом й під музику танцювали в колі, тримаючись за руки. Під час танців часто одягали маски різних тварин. Спеціальний танок чоловіки здійснювали під час створення жінками в середині кола алкогольного напою чічи (ферментоване пиво).

## Інструменти
Насамперед робили з сировини мінерального та органічного походження — каменю, мушель, кераміки, деревини, кісток. Використовувалися духові та ударні інструменти. духові інструменти представляли собою флейти Пана (муїски називали їх сіку), різні дерев'яні труби, флейта т'арка, оленячі роги, глиняні окарини, мушлі великих молюсків (насамперед королівський стробус з групи Літорініморфа), черепи великих тварин з 2-3 отворами. Іноді подібні інструменти робили з панцирів дрібних черепах або броненосців.
З них же виготовлялися ударні інструменти. Також своєрідні барабани (магуаре) робилися гарбузів. В іншому випадку гарбуза висушували, туди накидали насіння, в результаті чого виходив своєрідний маракас.